# Barcs
Barcs je okresní město v Maďarsku v župě Somogy. Má rozlohu 12 290 ha a žije zde 11 352 obyvatel. Leží na levém břehu řeky Drávy, která v tomto místě tvoří hranici Maďarska s Chorvatskem a části jeho okolí jsou součástí Národního parku Dunaj-Dráva. Chorvatský název města zní Barča, v němčině se občas objevuje název v podobě Draustadt.

## Historie
První zmínka o obci je z roku 1389, poté znovu v roce 1417. Tehdy byla součástí szegedského panství. V roce 1460 bylo připomínáno poprvé místní opevnění. Dle historických záznamů byl v roce 1472 jeho vlastníkem Gergely Gáji Horváth. Na konci 18. století se objevila na mapách prvního vojenského mapování (josefinského). V druhé polovině 19. století sem již byla zavedena železnice a postaveno nádraží. 
V roce 1848 byla obec místem střetů mezi uherským vojskem a vzbouřenci vedenými bánem Josipem Jelačićem. Jelačićovy oddíly zde tábořily několik týdnů s úmyslem překročit Drávu a vtrhnout do Uher.
Obec se začala rozšiřovat z hlavní silnice a získávala podobu větší vesnice. Postupně pohltila na východním okraji vesnici Pálfalu. Kromě spojení s Chorvatskem a Pécsí sem byla otevřena ještě další železniční trať (dnes zrušená) do města Nagyatád.

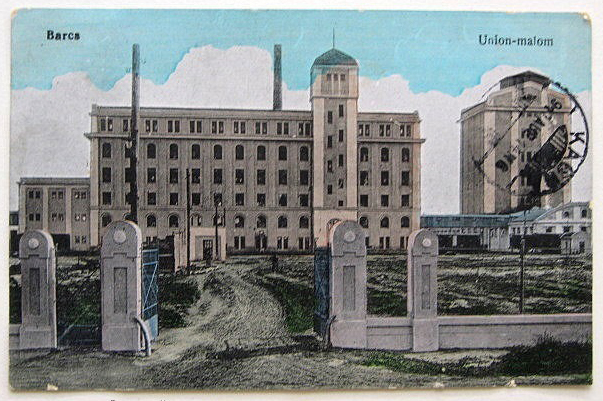
Mlýn Union na kolorované fotografii.

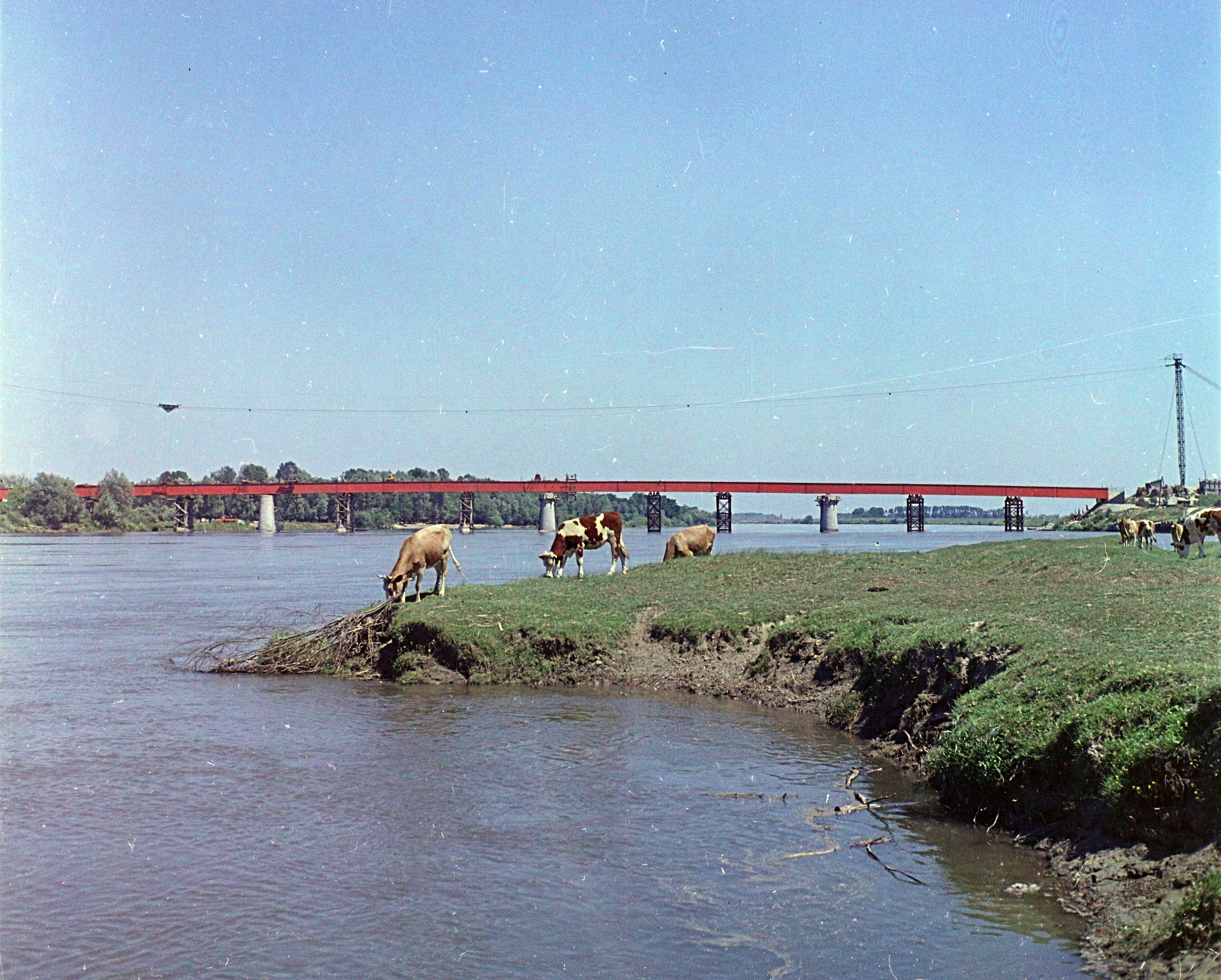
Pasoucí se krávy na břehu Drávy, rok 1968.

V roce 1910 v Barcsi žilo 6415 obyvatel, z čehož bylo 4529 Maďarů, 1477 Němců a 238 Chorvatů. Drtivá většina obyvatel se tehdy přihlásila k Římskokatolické církvi. Původně početná německá komunita je dnes zastoupena mnohem méně, nicméně je zde ještě v malém počtu přítomná.
Obec se v roce 1918 dostala pod srbskou kontrolu, po poválečných vyjednáváních si ji nárokoval nový jugoslávský stát, na základě Trianonské dohody připadla Maďarsku. Po nějakou dobu byla součástí Srbsko-maďarské republiky Baranya-Baja.
V roce 1928 k ní byla připojena vesnice Drávaszentes, od roku 1979 má statut města.
Do druhé světové války zde stála i synagoga. Dnes zde stojí jen její základy.
Po konfliktu zde byla přerozdělena půda rolníkům. Do té doby zde byl zastoupen potravinářský průmysl (zpracování obilí) a dále výroba stavebních materiálů. Střed města byl také přebudován tak, že namísto venkovských domů vznikly nejprve domy panelové a později další bytové bloky. V období před rokem 1989 byl místní hraniční přechod oblíbený mezi občany ČSSR při cestách do sousední Jugoslávie.
Dne 27. října 1991 ve večerních hodinách zaútočilo letadlo Jugoslávského letectva na některé domy. Útok, který byl narušením maďarského vzdušného prostoru, se obešel bez ztrát na životech a na zraněných. Zničen byl jeden dům a několik náhrobků místního hřbitova.
V roce 2023 vstoupilo Chorvatsko do Schengenského prostoru, čímž zanikl i z praktického hlediska místní silniční hraniční přechod.

## Turistické zajímavosti

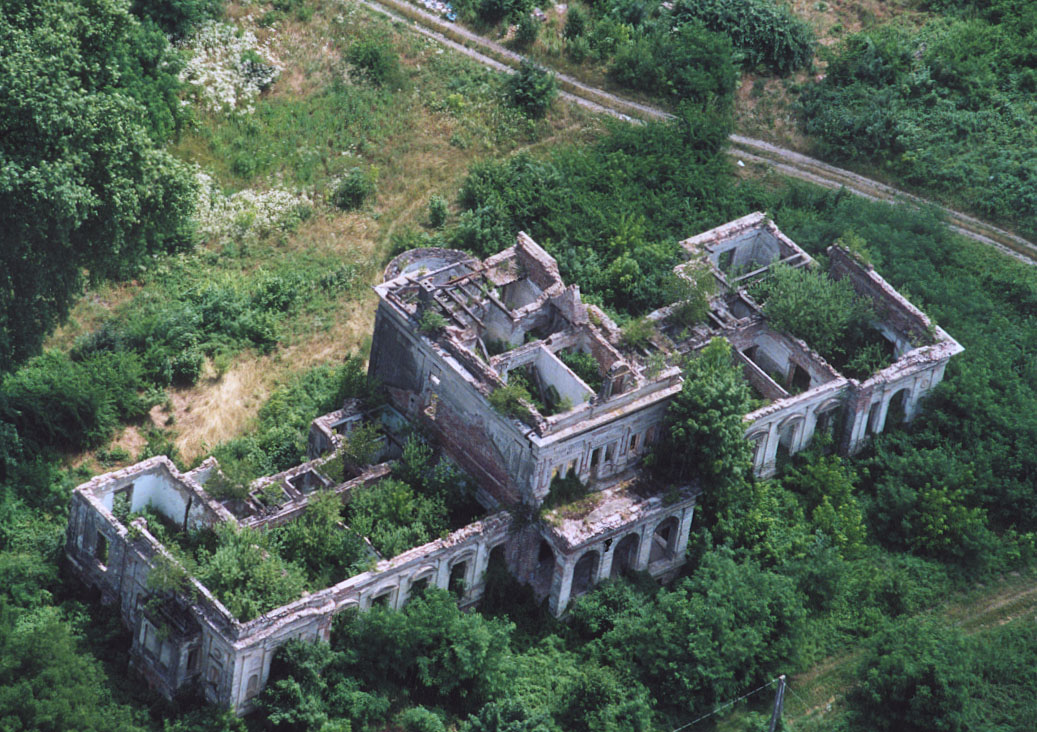
Zříceniny zámku Széchenyi

- Římskokatolický kostel Krista Krále postavený v letech 1814–1821.
- Zříceniny zámku Széchenyi
- Od roku 1979 se v obci nachází také Muzeum Drávy.

## Doprava
Městem prochází trať Gyékényes–Pécs a trať Barcs–Villány. Je zde také most a silniční přechod do Chorvatska. Na západním okraji města se nachází v místě bývalého železničního mostu přístav na řece Drávě. V 21. století byla budována místní cyklistická infrastruktura.

## Sport
Fotbalový tým Barcsi SC hrál v letech 2007–08 v Nemzeti Bajnokság II, 2. divizi Maďarské fotbalové ligy. Ve městě se nachází rozsáhlý sportovně-rekreační komplex, který zahrnuje krytou halu a také termální koupaliště.

## Osobnosti
- Leo Weisz 1886 v Barcsi–1966 v Curychu, ekonom a historik

## Partnerská města
- Odorheiu Secuiesc, Rumunsko
- Sinsheim, Německo
- Virovitica, Chorvatsko
- Želiezovce, Slovensko